# Mediacentrale (Groningen)

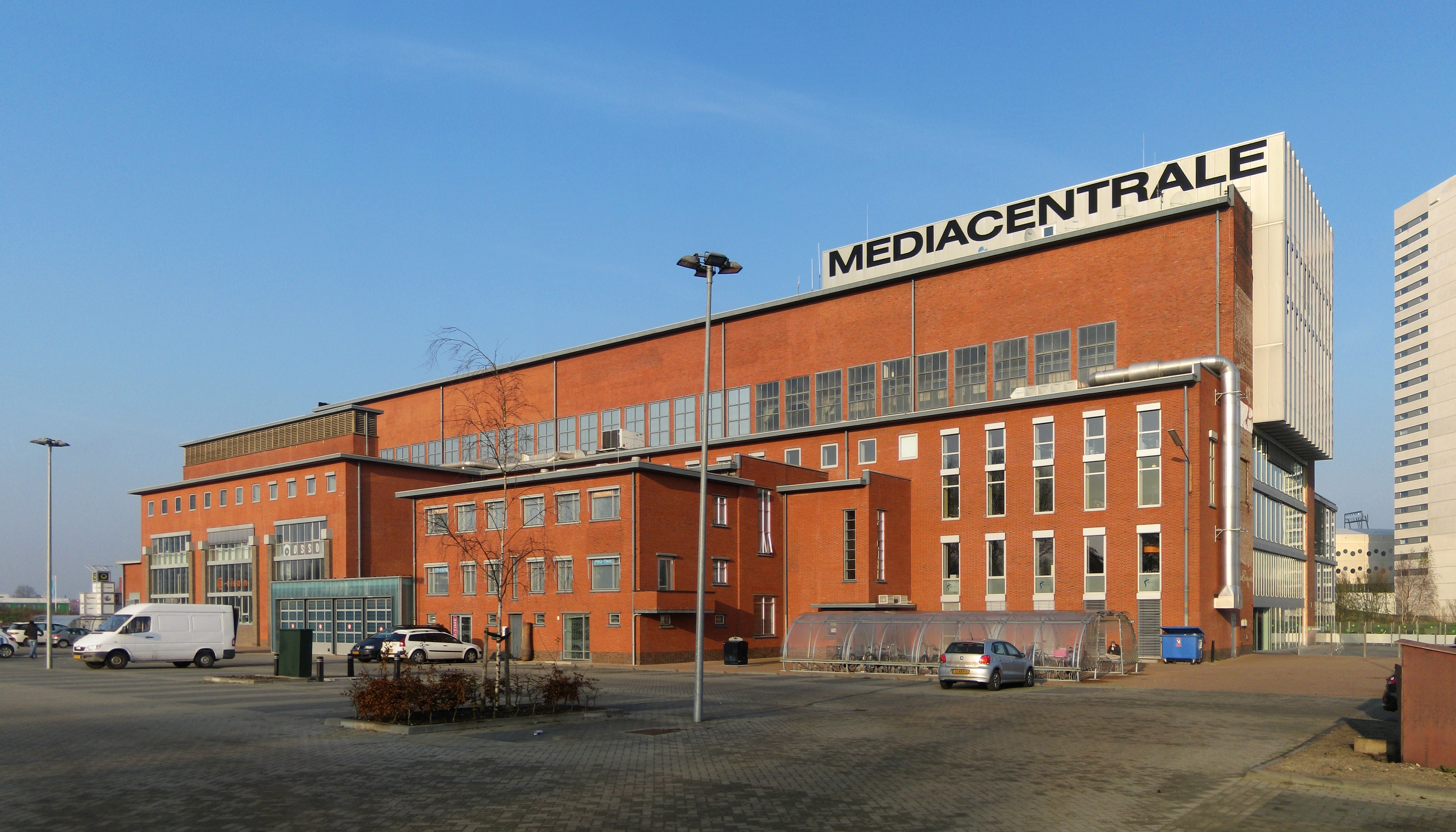
De Mediacentrale (2011)

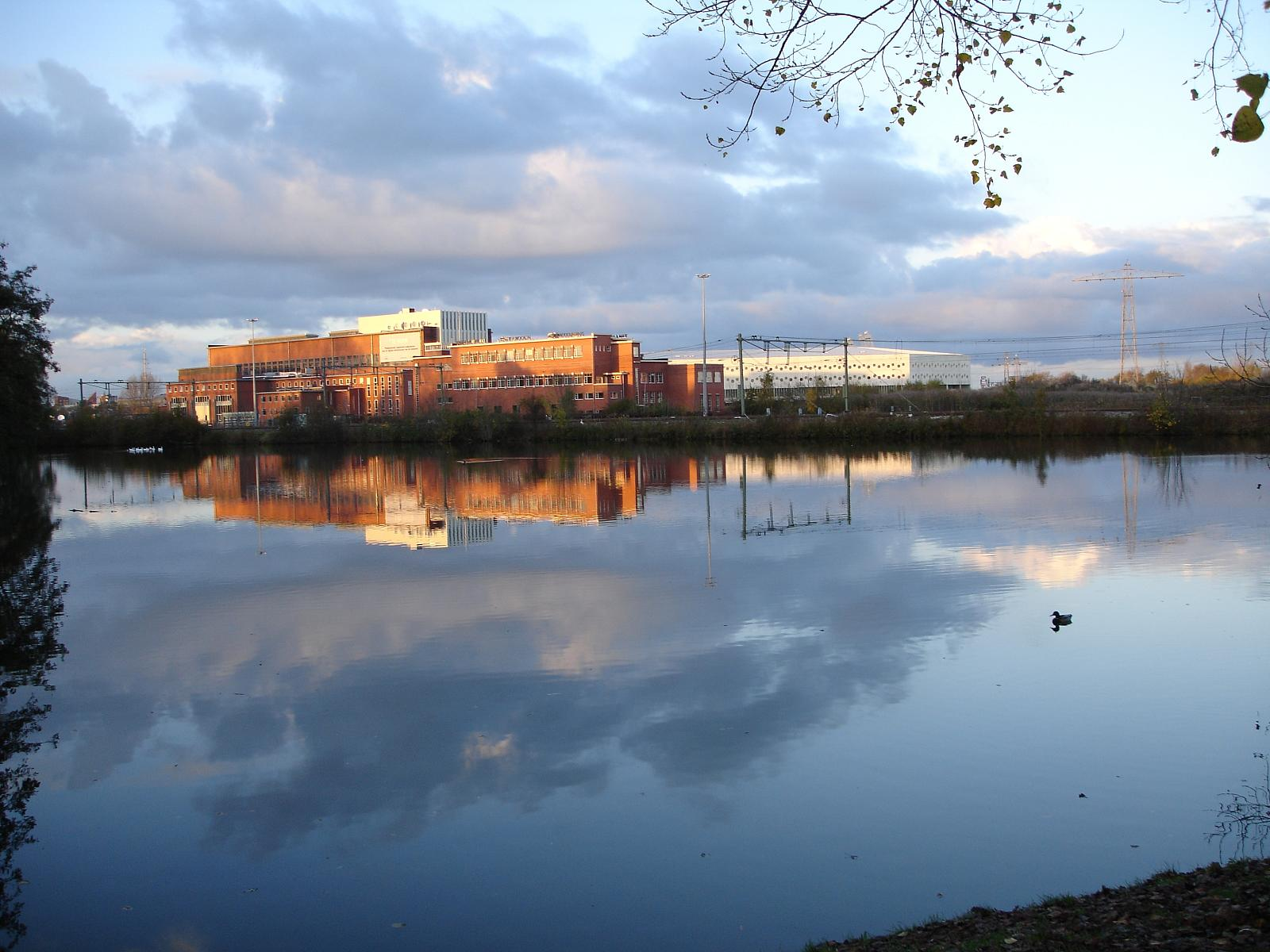
Mediacentrale vanaf de Helperzoom (2005)

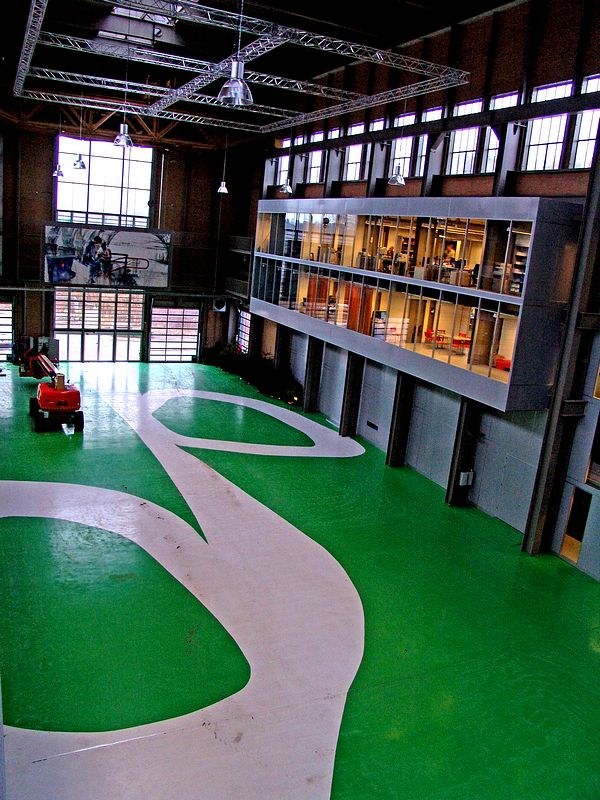
Interieur, met rechts de redactie van RTV Noord (2005)

De Mediacentrale is een bedrijfsverzamelgebouw in de Nederlandse stad Groningen. Het gebouw maakt deel uit van het kantoorgebied Europapark, waar ook het stadion van FC Groningen gebouwd is. Het gebouw is ontstaan door een grondige verbouwing van de oude turbinehal van de Helpmancentrale; vrijwel al het binnenwerk is gesloopt en verbouwd tot een modern kantoorgebouw dat met name gericht is op media- en internetbedrijven. Met deze verbouwing won het de publieksprijs van de jaarlijkse architectuurenquête.
De eerste gebruikers betrokken in 2005 het gebouw.
Er is, naast huisvesting voor bedrijven, ruimte voor congressen, workshops en evenementen.
In de Mediacentrale was ruim 20 jaar RTV Noord gevestigd, tot die in 2025 verhuisden.